# Swing Mill
De Swing Mill of Tête à Queue is een ouderwets attractietype dat vooral op kermissen voorkwam. De attractie bereikte het hoogtepunt van zijn populariteit in de jaren vijftig en de jaren zestig, maar werden ook al veelvuldig in de jaren dertig vervaardigd. Heden ten dage is de Swing mill voorbijgestreefd door modernere carrouselattracties zoals de octopus en de breakdance. Hierdoor komen Swing mills nog maar zeer sporadisch voor, en dan vooral op "nostalgische kermissen".

## Werking
De Swing Mill is, net zoals veel andere kermisattractietypes uit de jaren vijftig, een carrousel. De tiental gondels draaien met een maximale snelheid van 8 kilometer per uur rond elkaar. De gondels zitten alleen aan de voorzijde aan het draaistuk vast, verder hebben de bezoekers een touw vast. Door aan dit touw te trekken kunnen de bezoekers de gondel naar voren schieten. Bij enige geoefendheid in het trekken en vieren van het touw, kon men het aan de linkerkant rijdende karretje in de flank rammen, welke prestatie met gejuich werd begroet. Het komt voor dat een medewerker van de attractie de gondels een extra duw geeft. Door deze twee verschillende bewegingen (rond draaien en draaien door aan het touw te trekken) behoort dit attractietype tot de spin 'n puke. Er kwamen en komen zowel overdekte als open Swing Mills voor.

### Moderne versie
Als iets modernere versie van de swing mill zijn er versies op de markt te vinden waarbij het touw vervangen is door een soort joy-stick. De joy-stick heeft dezelfde werking als het touw; hierdoor gaat de gondel ook extra draaien. De voornaamste bouwer is Inno-Heege, die dit sub-attractietype sinds 2022 met de naam Drift fabriceert, terwijl een Swing Mill met een joy-stick al tientallen jaren voor 2022 uitgevonden was.

## Swing Mill heden ten dage
Er zijn niet veel Swing Mills te vinden. In Nederland reizen er 4 ouderwetse versies met kermissen mee. In Attractiepark de Waarbeek is een ouderwetse, werkende Swing Mill te vinden die daar permanent staat.
- Swing-Mill Hofman/Haak
- Swing-Mill Damen, 2008
- Beach Party Gijsberts, 2009

Sinds 2022 bouwt Inno-Heege nieuwe Swing Mills, de eerste twee werden door twee attractieparken in Duitsland gekocht (Eifelpark en het 40 kilometer verderopgelegen Wild- und Freizeitpark Klotten), de derde werd in 2023 in het Franse Parc Ange Michel gebouwd.